# Повітряна війна над Україною (з 2022)
Повітряні сили ЗСУ у перші дні повномасштабної війни з російськими окупаційними військами постійно переміщували свої літаки та зенітні системи, щоб максимально ускладнювати роботу російській авіації та ракетам.
Українська влада і суспільство з перших днів війни неодноразово закликали країни NATO запровадити над Україною безполітну зону.
10 березня британська розвідка повідомила, що в останні дні помітно знизилася повітряна активність Росії над Україною, імовірно завдяки неочікуваній ефективності й витривалості Повітряних сил ЗСУ.
У перший день російського вторгнення ЗСУ збили 7 літаків окупантів і гелікоптер.

## Сили сторін

### Україна
За даними Flight Global, до вторгнення у 2021 році на озброєнні України знаходилися 43 МіГ-29, 12 Су-24, 17 Су-25 та 26 Су-27. У травні 2023 року США заявили про підтримку навчання українських пілотів на винищувачах F-16 та підтримку союзниками передачі літаків Україні.
Після початку російсько-української війни у 2014 році розвиток можливостей протиповітряної оборони став метою українського уряду. Це полягало у забезпеченні того, щоб радіотехнічні війська, які відповідають за попередження про атаки з повітря, могли виявляти цілі в радіусі 300–400 кілометрів. Крім того, Україна спробувала модернізувати та збільшити термін служби своїх переносних зенітно-ракетних комплексів (ПЗРК), які відіграли значну роль у можливостях протиповітряної оборони України. Також після 2014 року Україна спробувала модернізувати свій парк ВПС, який на моментповномасштабного  вторгнення налічував близько 50 винищувачів Міг-29, 32 винищувачі Су-27, а також літаків Су-24 та Су-25. Однак на початку вторгнення українські ВПС все ще перебували в технічному невигідному становищі, порівняно з російськими ВПС.

### Росія
Повітряно-космічні сили Росії, до складу яких входять ВПС Росії, Війська протиповітряної та протиракетної оборони та Космічні війська Росії, нині очолює Віктор Афзалов. Повітряно-космічні сили Росії, сформовані у серпні 2015 року, раніше очолював Сергій Суровікін, який був звільнений зі своєї посади у серпні 2023 року. За даними Flight Global, станом на 2021 рік в Росії налічувалося 4173 діючих літака, що становить 8% світової частки As of 2021, Russia had 4,173 active aircraft, comprising 8% of the world share, according to data from Flight Global..

## Перебіг подій
19 січня 2024 року, за повідомленням військового порталу «Defense Express», російські окупанти вперше вдарили по території Україні рідкісною 4-тонною протикорабельною ракетою П-35 (3М44 «Прогрес»), яка була прийнята на озброєння ще у 1962 році. Зазначається, що окупанти вдарити нею могли або з берегового ракетного комплексу «Редут» або з підземного берегового ракетного комплексу «Об'єкт-100» (у тимчасово окупованому Криму, на скелях між мисом Айя та Балаклавою поблизу Севастополя). Ймовірно, окупанти цілили цією ракетою по об'єктах у південних областях України, проте ракета була збита.